# Hinrichshagen (Vorpommern)
Hinrichshagen er en by og kommune i det nordøstlige Tyskland, beliggende i Amt Landhagen i den nordvestlige del af Landkreis Vorpommern-Greifswald. Landkreis Vorpommern-Greifswald ligger i delstaten Mecklenburg-Vorpommern.

## Geografi
Hinrichshagen er beliggende omkring tre kilometer sydvest for Greifswald, syd for floden Ryck. L 35, (den tidligere Bundesstraße B 96) der er ringvejen omkring Greifswald, går gennem kommunen.

## Eksterne kilder og henvisninger
- Wikimedia Commons har flere filer relateret til Hinrichshagen (Vorpommern)
- Byens side Arkiveret 14. april 2013 hos  Wayback Machine på amtets websted
- Befolkningsstatistik (Webside ikke længere tilgængelig)